# Kaşpınar, Reşadiye
Kaşpınar là một xã thuộc huyện Reşadiye, tỉnh Tokat, Thổ Nhĩ Kỳ. Dân số thời điểm năm 2011 là 51 người.